# Din Din Aviv
Din Din Aviv (Hebreeuws דין דין אביב) (Tel Aviv, 9 oktober 1974) is een Israëlische pop- en folkzangeres. Na te hebben opgetreden met Gaia en met het Idan Raichel Project bracht ze in 2006 een succesvol debuutalbum uit, Sodotay (My Secrets). De drie singles van het album bereikten allemaal de top drie van het Israeli Singles Chart.

## Achtergrond
Aviv werd geboren als Dina Aviv in Tel Aviv, Israël, op 9 oktober 1974. Ze werd Dina genoemd maar na een paar jaar veranderden haar ouders haar naam in Din Din. Haar ouders waren allebei artiest; haar moeder, Aliza Aviv, is een optredende zangeres in een breed gebied van stijlen, haar vader was een jazzmuzikant. Als kind nam ze met haar moeder het album Alidin op en begeleidde ze haar vader als hij optrad.
Ze voltooide Alliance High School en diende in het Israëlisch leger als de solozangeres van de Air Force Entertainment Group. Ze studeerde dans en ballet bij de Israëlische school van ballet met Dorit Gasner, Afrikaanse dans met Master Aisha Diallo, ze leerde "Indian song" en tabla spelen in India, Afrikaans drummen met Uri Nave, conga's met master Avi Zarfati, en piano en twee jaar drum en zangstudie op de Rimon School of Music.
Ze gaf "Rhythm in Dance"-workshops bij Seminar Hakibbutzim en haar populaire kindervideo, "Din Din's Heart Drum," introduceerde veel Israëlische families in de wereld van ritme. Ze presenteert een wereldmuziekprogramma met haar moeder, waarin ze allebei zingen in het Turks, Koerdisch, Grieks, Bulgaars, Georgisch, Perzisch en Hebreeuws. Ze is een gekozen artiest van het Israel Cultural Excellence (IcExcellence) Foundation, dat artistieke talenten in Israël ondersteunt.

## Muzikaal werk
Als volwassene sloot Aviv zich aan bij Gaia. Dit was een van de bekendere Israëlische bands die een hit had met Shir La'Ahava (Yahad), die de Discovery of the Year Award kreeg en een onofficieel tweede volkslied werd voor veel Israëli. Daarna sloot ze zich aan bij het Idan Raichel Project, en werd de leidende stem in de hit Im Telech (If You Leave), die werd benoemd tot "nummer van het jaar" door de Israeli Singles Chart en Radio 3 en werd de No. 1 airplay van 2003..
Na haar succes met Gaia en het Idan Raichel Project gaf ze in de lente van 2006 een succesvol soloalbum uit, Sodotay (My Secrets) waarvoor ze de "Discovery of the Year" award van ACUM (The Composers, Authors and Publishers Society of Israel) kreeg en een Gold Album award in april 2007. De drie nummers van het album uitgebracht als singles (Familiar To Me From Once, Dreaming (ft. Mush Ben Ari) en Sodotay (My Secrets)) bereikten allemaal de top drie. De single Sodotay (My Secrets) werd genomineerd voor de Song of the Year bij de Israeli Music Channel Awards in maart 2007. Ze richtte zich op haar eerste VS-tour in maart 2008, om op te treden in Tulsa, New York, Sarasota, Fort Lauderdale en Boca Raton.